# Poztykieries
Poztykieries (ros. Позтыкерес) – wieś (sieło) w Rosji, w Republice Komi, w rejonie kortkierosskim. W 2010 liczyła 176 mieszkańców.